# Kninsko Polje
Kninsko Polje falu Horvátországban Šibenik-Knin megyében. Közigazgatásilag Kninhez tartozik.

## Fekvése
Knintől 2 km-re északkeletre, Dalmácia északi-középső részén, a Knini-mező északi részén, a 33-as számú főút mellett fekszik. Tulajdonképpen Knin északi elővárosa.

## Története
Területe már a szlávok betelepülése után lakott volt, ezt igazolja a spliti régészeti múzeumban őrzött itt talált pilaszter töredék, mely a 8. vagy a 9. századból származik.
A középkorban az akkor „Polje” (latinul „Campus”) nevű településnek önálló plébániája volt, mely a knini püspökséghez tartozott. 1522-ben Knin elfoglalásával együtt török kézre került. A török uralom alóli felszabadulás 1688 után a katolikusok a vrpoljei plébánia híveiként a skradini püspökség alá tartoztak, melynek egyházi szolgálatát ferences szerzetesek látták el.
A szerbek első hulláma Boszniából az 1437-es magyar-velencei békekötést követő három évtizedben érkezett. Ekkoriban már megkezdődtek a török támadások Bosznia ellen, így a szerb lakosság a biztonságosabb, a Magyar Királyság védelme alatt álló dalmáciai térségekbe menekült. Itt egymás után építették fel templomaikat (Kula Atlagić 1446, Pađene 1456, Polača 1458, Golubić 1462). A kninsko poljei templomot 1468-ban szentelte fel Josif zetai metropolita. A török uralom alóli felszabadulás után 1688-ban a ferencesek az itteni pravoszláv híveket is megpróbálták a katolikus hitre téríteni, de ennek ők keményen ellenálltak. Megpróbálták elvenni templomukat is azt állítva, hogy az korábban katolikus templom volt. A templom fennmaradt évkönyveinek köszönhetően azonban ennek a kísérletnek is sikerült ellenállni. A településnek 1857-ben 645, 1910-ben 1033 lakosa volt. Az első világháború után előbb a Szerb-Horvát-Szlovén Királyság, majd Jugoszlávia része lett. 1991-ben lakosságának 14 százaléka horvát, 84 százaléka szerb nemzetiségű volt. Szerb lakói még ez évben csatlakoztak a Krajinai Szerb Köztársasághoz. A horvát hadsereg 1995 augusztusában a Vihar hadművelet során foglalta vissza a települést. Szerb lakói nagyrészt elmenekültek. A településnek 2011-ben 864 lakosa volt.

## Lakosság

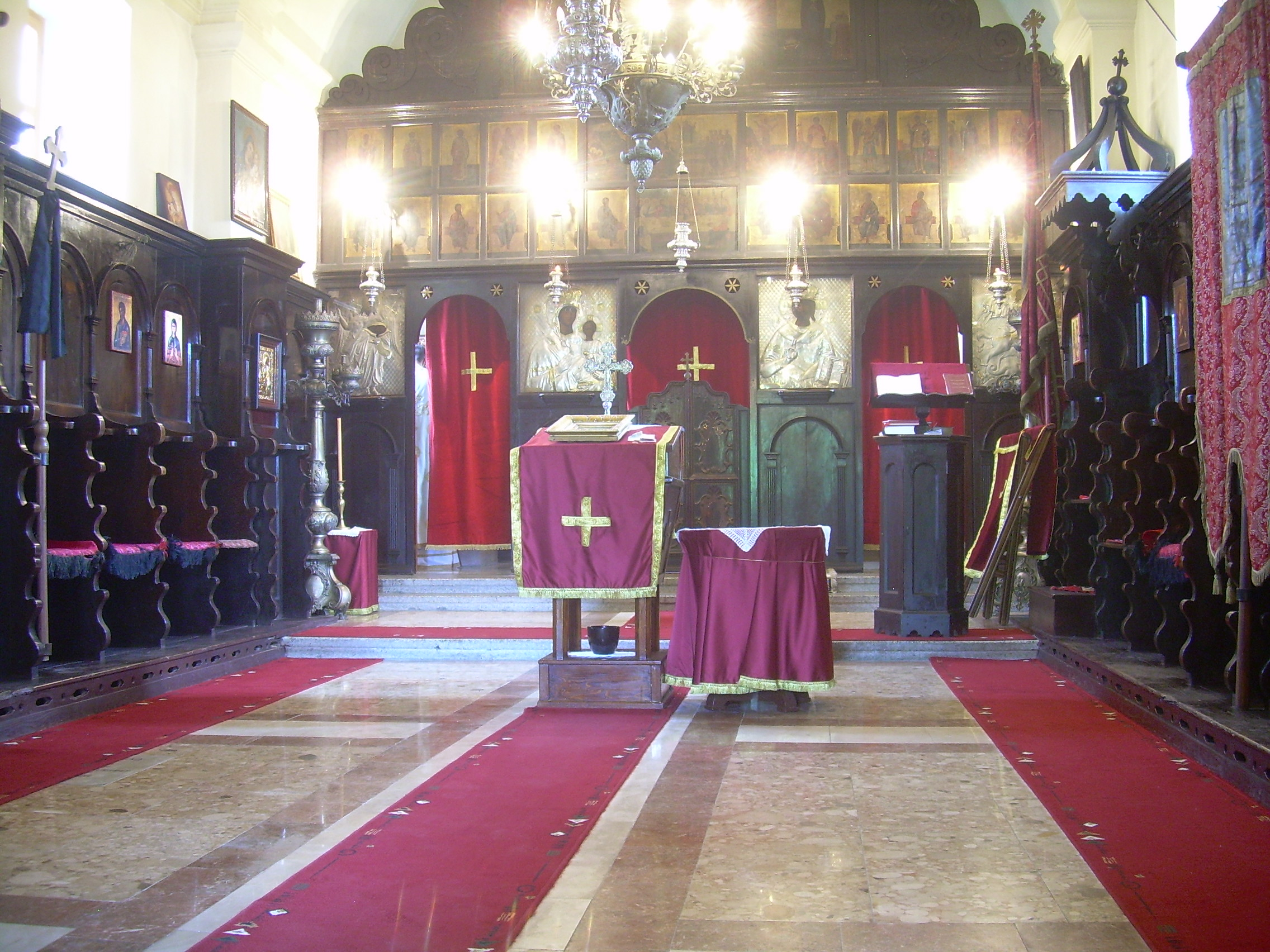
A templom belső tere az ikonosztázzal

| Lakosság változása | Lakosság változása | Lakosság változása | Lakosság változása | Lakosság változása | Lakosság változása | Lakosság változása | Lakosság változása | Lakosság változása | Lakosság változása | Lakosság változása | Lakosság változása | Lakosság változása | Lakosság változása | Lakosság változása | Lakosság változása |
| ------------------ | ------------------ | ------------------ | ------------------ | ------------------ | ------------------ | ------------------ | ------------------ | ------------------ | ------------------ | ------------------ | ------------------ | ------------------ | ------------------ | ------------------ | ------------------ |
| 1857               | 1869               | 1880               | 1890               | 1900               | 1910               | 1921               | 1931               | 1948               | 1953               | 1961               | 1971               | 1981               | 1991               | 2001               | 2011               |
| 645                | 1.888              | 669                | 822                | 872                | 1.033              | 872                | 1.209              | 925                | 960                | 958                | 970                | 320                | 408                | 536                | 864                |

## Nevezetességei
A „Sinobadova glavica“ nevű dombon áll Szent György tiszteletére szentelt szerb pravoszláv temploma, amely 1468-ban épült. Egyhajós, boltozatos épület, korábban a homlokzat felett álló kis pengefalú harangtornya volt. Mai formáját 1938-ban a teljes felújítás során nyerte el. Ekkor épült az új harangtorony és a kapuzat is. Ikonosztáza helyi mesterek munkája volt, mely a 18. század végén, vagy a 19. század elején készült. A felújítás során új ikonosztázt kapott, melyet azóta többször restauráltak. A templomban őriznek egy ismeretlen festőtől származó barokk ikont is, mely a 17. század második feléből származik. A templomot temető övezi. A parókia épülete egy időben a Sinobad család múzeumaként működött. A Sinobad család több tagja is a Velencei Köztársaság szolgálatában állt katonai parancsnok volt. A templomban található egyiküknek Jovan Sinobadnak a sírja is. A templom közelében áll még egy egyházi épület, melyben egykor Knin első ismert iskolája működött és ahol a 18. században a neves szerb filozófus Dositej Obradović is tanított. Később Nikodim Milaš dalmáciai pravoszláv püspök rezidenciája volt.

## Fordítás
Ez a szócikk részben vagy egészben  a(z)   Црква Светог Ђурђа у Книнском Пољу című szerb Wikipédia-szócikk ezen változatának fordításán alapul.  Az eredeti cikk szerkesztőit annak laptörténete sorolja fel. Ez a jelzés csupán a megfogalmazás eredetét és a szerzői jogokat jelzi, nem szolgál a cikkben szereplő információk forrásmegjelöléseként.